# Ludovico Fossali
Ludovico Fossali (* 21. května 1997) je italský reprezentant ve sportovním lezení, mistr světa, Itálie a vítěz italského poháru v lezení na rychlost.
Na mezinárodních závodech se objevovala také jeho mladší sestra Giulia Fossali.

## Výkony a ocenění
V roce 2016 se stal vůbec prvním italským juniorským mistrem světa v lezení na rychlost, v roce 2017 získal v celkovém hodnocení světového poháru bronz. V roce 2019 získal první italské zlato i medaili vůbec v lezení na rychlost na mistrovství světa (čtvrté italské zlato celkově).

### Závodní výsledky
| Světové hry  | Světové hry |
| Rok          | 2017        |
| ------------ | ----------- |
| Rychlost     | 12          |
| nejlepší čas | 6.93        |

| Mistrovství světa | Mistrovství světa | Mistrovství světa | Mistrovství světa |
| Rok               | 2016              | 2018              | 2019              |
| ----------------- | ----------------- | ----------------- | ----------------- |
| Obtížnost         | —                 | 119-120           | 70                |
| Rychlost          | 13                | 14                | 1                 |
| nejlepší čas      | 6.67              | 6.193             | 5,908             |
| Bouldering        | —                 | 99-113            | 61-62             |
| Kombinace         | —                 | 22                | 9                 |

| Světový pohár       | Světový pohár   | Světový pohár    | Světový pohár | Světový pohár      | Světový pohár   | Světový pohár          | Světový pohár    |
| Rok                 | 2013            | 2014             | 2015          | 2016               | 2017            | 2018                   | 2019             |
| ------------------- | --------------- | ---------------- | ------------- | ------------------ | --------------- | ---------------------- | ---------------- |
| Obtížnost           | —               | —                | —             | —                  | —               | 0                      | 0                |
| jednotlivě*         | —               | —                | —             | —                  | —               | ,86,                   | ,75,90,          |
|                     |                 |                  |               |                    |                 |                        |                  |
| Rychlost            | 65-66           | 40               | 47-48         | 13                 | 3               | 8                      | 14               |
| jednotlivě* (1/1/2) | -,-,-,-, 26,-,- | -,-,20,22, -,-,- | -,21, -,-     | 10,14,11, 17,5,-,- | 4,9,, · 4,10,16 | 15,,15,6, · 17,15,10,6 | ,,32,9,,84-85,14 |
|                     |                 |                  |               |                    |                 |                        |                  |
| Bouldering          | —               | —                | —             | —                  | —               | 0                      | 0                |
| jednotlivě*         | —               | —                | —             | —                  | —               | ,73,73,                | ,94,75,93,65,99, |

* poznámka: nalevo jsou poslední závody v roce
| Mistrovství Evropy | Mistrovství Evropy | Mistrovství Evropy | Mistrovství Evropy |
| Rok                | 2013               | 2015               | 2017               |
| ------------------ | ------------------ | ------------------ | ------------------ |
| Rychlost           | 31                 | 17                 | 4                  |
| nejlepší čas       | 8.35               | 6.93               | 5.91               |

* 2017: nejlepší čas ME (v kvalifikaci, totožný s Liborem Hrozou - také kval., nakonec 16.)
| Mistrovství Itálie | Mistrovství Itálie | Mistrovství Itálie | Mistrovství Itálie | Mistrovství Itálie |
| Rok                | 2014               | 2016               | 2017               | 2018               |
| ------------------ | ------------------ | ------------------ | ------------------ | ------------------ |
| Rychlost           | 3                  | 2                  | 1                  | 3                  |

| Italský pohár | Italský pohár | Italský pohár | Italský pohár |
| Rok           | 2015          | 2016          | 2017          |
| ------------- | ------------- | ------------- | ------------- |
| Rychlost      | 1             | 1             | 1-2           |

| Mistrovství světa juniorů | Mistrovství světa juniorů |
| Rok                       | 2016                      |
| ------------------------- | ------------------------- |
| Obtížnost                 | 33-34                     |
| Rychlost                  | 1                         |
| nejlepší čas              | 6.43                      |
| Bouldering                | 44                        |

| Mistrovství Evropy juniorů | Mistrovství Evropy juniorů | Mistrovství Evropy juniorů | Mistrovství Evropy juniorů | Mistrovství Evropy juniorů |
| Rok                        | 2012 Kat. B                | 2014 Kat. A                | 2015 Junioři               | 2016 Junioři               |
| -------------------------- | -------------------------- | -------------------------- | -------------------------- | -------------------------- |
| Obtížnost                  | —                          | —                          | —                          | 32                         |
| Rychlost                   | 3                          | 3                          | 3                          | 3                          |
| nejlepší čas               | 5.43                       | 6.91                       | 6.34                       | 6.28                       |
| Bouldering                 | —                          | —                          | —                          | 36                         |

| Evropský pohár juniorů | Evropský pohár juniorů | Evropský pohár juniorů | Evropský pohár juniorů | Evropský pohár juniorů |
| Rok                    | 2012 Kat. B            | 2014 Kat. A            | 2015 Junioři           | 2016 Junioři           |
| ---------------------- | ---------------------- | ---------------------- | ---------------------- | ---------------------- |
| Rychlost               | 2                      | 1                      | 1                      | 1                      |
| jednotlivě* (5/2/3)    | ,,-,-                  | ,                      | ,,7                    | ,                      |
|                        |                        |                        |                        |                        |
| Bouldering             | —                      | —                      | 29-30                  | —                      |
| jednotlivě*            | —                      | —                      | -,24                   | —                      |

* poznámka: nalevo jsou poslední závody v roce